# Турскис, Римантас
Римантас Турскис (род. 3 июля 1957 года, Тельшяй, Литовская ССР, СССР) — советский футболист, защитник.
Играл в вильнюсском «Жальгирисе», проведя в первой лиге чемпионата СССР в период с 1978 по 1982 год 121 матч (забил 4 мяча) и в высшей лиге с 1983 по 1985 год — 65 матчей. Был капитаном команды. Всего за «Жальгирис» сыграл 186 матчей.
В 1979 году принимал участие в Спартакиаде, где его заметил тренировавший на этом турнире сборную Москвы Константин Бесков и пригласил в «Спартак». Перешёл в стан москвичей после окончания сезона, однако пробиться в основной состав не смог и через полгода решил вернуться в «Жальгирис», при этом Бесков сказал, что примет в любое время, если тот надумает вернуться.
В начале сезона 1986 года был отчислен из «Жальгириса» наряду с Вальдасом Каспаравичюсом и Станисловасом Данисявичюсом из-за подозрений в организации продажи игры с кутаисским «Торпедо» (1:2). Был назван главным зачинщиком, но в игре участия не принимал из-за травмы. На следующий день Юрий Сёмин позвонил Турскису и позвал его в «Локомотив», но тот отказался, сославшись на травму, однако решил вновь попробовать свои силы в «Спартаке», куда был принят Бесковым. Но после недели тренировок колено стало беспокоить ещё больше. После двух операций и лечения восстановиться не смог.
В дальнейшем играл на любительском уровне в Германии, куда попал при содействии Игоря Панкратьева, игравшего в третьей немецкой лиге. Затем проживал в США, попутно играя за команду, участвовавшую в первенстве Нью-Йорка. В 1993 году вернулся в Литву.
Выпускник Вильнюсского педагогического института (1982). С 2001 года — лектор в Центре здоровья и спорта Вильнюсского университета, тренер студенческой футбольной команды ВУ. Вице-президент Федерации футбола Вильнюсского уезда.